# Brennabor (Radsportteam)
Brennabor war ein professionelles deutsches Radsportteam, das nur in der Saison 1930 bestand. Sponsor war das Unternehmen Brennabor-Werke AG, ein Hersteller von Fahrrädern und Automobilen aus Brandenburg an der Havel.

## Geschichte
Bereits 1903 begann Brennabor mit seinem Engagement im Radsport, als der belgische Radrennfahrer Julien Lootens einen Werbevertrag mit Brennabor erhielt, hatte aber noch keine Profimannschaft. 
1930 unterhielt Brennabor eine Mannschaft von sechzehn Straßenfahrern. Brennabor war lediglich in jener Saison als Radsportteam aktiv. Brennabor war Mitglied im „Industrie-Verein“ des Deutschen Radfahrer-Bundes (DRB). Mitglieder des Vereins waren Unternehmen aus der Fahrradindustrie und Hersteller von Fahrradkomponenten, die als Sponsoren des Berufsradsports in Deutschland tätig waren und Straßenradrennen veranstalteten.
Bedeutende Erfolge holte die Mannschaft in der Deutschlandrundfahrt 1930 mit sechs Etappensiegen (durch Oskar Thierbach, Alfred Siegel, Karl Kohl und Erich Dorn) sowie durch Alfred Siegel bei Berlin–Cottbus–Berlin 1930. Die Mannschaft startete auch in der Flandern-Rundfahrt 1930.

## Erfolge
1930
- sechs Etappen Deutschlandrundfahrt
- Berlin–Cottbus–Berlin

## Bekannte Fahrer
- Alfred Siegel
- Oskar Thierbach
- Karl Kohl
- Erich Dorn